# Švehlova chata (Javorník)
Švehlova chata je budova, která se nachází ve vesnici Javorník, části obce Vacov v okrese Prachatice v Jihočeském kraji. Pětipodlažní srub alpského typu s č.p. 46 je zajímavým dokladem architektury první poloviny 20. století a ojedinělou stavbou, která je citlivě zakomponována do šumavské krajiny. Areál objektu je od roku 2010 zapsán jako památkově chráněný.

## Historie a popis
Švehlovu chatu nechala koncem 30. let 20. století postavit Republikánská strana zemědělského a malorolnického lidu (= „Agrární strana“), a to z podnětu jejího tehdejšího předsedy Rudolfa Berana. Chata měla sloužit jako reprezentativní rekreační zařízení pro členy Agrární strany, členy vlády a parlamentu. Zařízení bylo pojmenováno na počest významného politika Antonína Švehly, který byl dřívějším předsedou Agrární strany a také předsedou vlády ČSR.  
Stavba vznikla v období, kdy bylo snahou ústředních vládních úřadů učinit z Javorníku reprezentativní šumavské letovisko a významné místo šumavského turistického ruchu. (Během tohoto období doby na Javorníku postaveno několik dalších objektů: kaplička sv. Antonína Paduánského, Baťova chata – Baťovna.)  
Po otevření v březnu roku 1939 byla Švehlova chata na Javorníku krátce využívaná pro původní účel, avšak politické okolnosti a začátek 2. světové války vše přerušil. Během války zde byla základna pro Hitlerjugend, po osvobození byla chata krátce využita také americkou armádou. V 90. letech sloužil objekt jako dětská ozdravovna (pro děti převážně z průmyslových aglomerací). V současnosti je objekt zakonzervován a není využíván.  
Chata je orientována západovýchodně, je umístěna ve svahu, okolní terén byl upraven terasami. Na hlavní střední část budovy na severu navazuje čtyřpodlažní křídlo, na jižní straně k budově přiléhá protáhlý přízemní přístavek.
V chatě se dochovala kolekce obrazů provedená olejovou technikou na mědi, kterou vytvořil v roce 1895 akademický malíř Josef Effmert (1869–1933) podle kreseb Mikoláše Alše.

## Památková hodnota
Chata je památkově hodnotným dokladem architektury první poloviny 20. století se zachovalým architektonickým konceptem včetně dispozice a představuje ojedinělou stavbu pětipodlažního dřevěného srubu „alpského typu“. 
Jedná se o cenný příklad rekreačního zařízení z období 30. let 20. století, jehož význam spočívá rovněž v rovině kulturně-historické, jako připomínce společenského života v meziválečném období. I přesto, že původní interiér s dřevěnými obklady, vybavení a zařízení se dochovaly jen zčásti, jde o cennou dokumentaci vysokého standardu první republiky. Památkově velmi hodnotná je dochovaná kolekce obrazů provedená olejovou technikou na mědi, která byla vytvořena akademickým malířem Effmertem dle kreseb Mikoláše Alše. V interiéru dále zůstaly zachovány například okenní a dveřní výplně, topinková dlažba či prkenná podlaha, dřevěné obložení, vestavěné skříně či lavice.